# Éliminatoires de la Coupe du monde de football 2018, zone Europe, groupe D
Navigation
Groupe C Groupe E
Cet article donne les résultats des matches du groupe D de la zone Europe du tour préliminaire de la Coupe du monde de football 2018.
Le Groupe D est composé de 6 équipes nationales européennes. Le 1er du groupe sera qualifié d'office pour la coupe du monde 2018, le 2e devra passer par des barrages.

## Classement
| Rang | Équipe               | Pts | J  | G | N | P | Bp | Bc | Diff |  | Résultats (▼ dom., ► ext.) |     |     |     |     |     |     |
| ---- | -------------------- | --- | -- | - | - | - | -- | -- | ---- |  | -------------------------- | --- | --- | --- | --- | --- | --- |
| 1    | Serbie               | 21  | 10 | 6 | 3 | 1 | 20 | 10 | +10  |  | Serbie                     |     | 2-2 | 1-1 | 3-2 | 1-0 | 3-0 |
| 2    | République d'Irlande | 19  | 10 | 5 | 4 | 1 | 12 | 6  | +6   |  | République d'Irlande       | 0-1 |     | 0-0 | 1-1 | 1-0 | 2-0 |
| 3    | Pays de Galles       | 17  | 10 | 4 | 5 | 1 | 13 | 6  | +7   |  | Pays de Galles             | 1-1 | 0-1 |     | 1-0 | 1-1 | 4-0 |
| 4    | Autriche             | 15  | 10 | 4 | 3 | 3 | 14 | 12 | +2   |  | Autriche                   | 3-2 | 0-1 | 2-2 |     | 1-1 | 2-0 |
| 5    | Géorgie              | 5   | 10 | 0 | 5 | 5 | 8  | 14 | -6   |  | Géorgie                    | 1-3 | 1-1 | 0-1 | 1-2 |     | 1-1 |
| 6    | Moldavie             | 2   | 10 | 0 | 2 | 8 | 4  | 23 | -19  |  | Moldavie                   | 0-3 | 1-3 | 0-2 | 0-1 | 2-2 |     |

- La Moldavie est éliminée depuis le 2 septembre 2017 à la suite de sa défaite (3-0) en Serbie conjuguée au match nul (1-1) entre l'Irlande et la Géorgie.
- La Géorgie est éliminée depuis le 5 septembre 2017 à la suite de son match nul (1-1) en Autriche conjugué aux victoires (0-1) et (0-2) de la Serbie et du Pays de Galles en Irlande et en Moldavie.
- L'Autriche est éliminée depuis le 6 octobre 2017 malgré sa victoire (3-2) face à la Serbie conjuguée aux victoires (0-1) et (2-0) du Pays de Galles et de l'Irlande en Géorgie et face à la Moldavie.
- Le Pays de Galles est éliminé depuis le 9 octobre 2017 à la suite de sa défaite (0-1) face à l'Irlande conjuguée avec la victoire (1-0) de la Serbie face à la Géorgie, leur adversaire termine deuxième du groupe et joue les barrages.
- La Serbie termine premier du groupe et se qualifie pour la coupe du monde de football de 2018 à la suite de sa victoire (1-0) face à la Géorgie, le 9 octobre 2017.

## Résultats et calendrier
Le calendrier du groupe D a été publié par l'UEFA le 26 juillet 2015, le jour suivant le tirage au sort à Saint-Pétersbourg (Russie). Horaires en HEC.
| 1re journée            | Géorgie                       | 1 – 2   | Autriche                    | Stade Boris-Paichadze, Tbilissi                   |                                                   |
| 5 septembre 2016 18h00 | Ananidze 78e                  | (0 – 2) | 16e Hinteregger · 42e Janko | Spectateurs : 28 500 Arbitrage : Aleksei Kulbakov | Spectateurs : 28 500 Arbitrage : Aleksei Kulbakov |
| 5 septembre 2016 18h00 | Rapport (FIFA) Rapport (UEFA) |         |                             | Spectateurs : 28 500 Arbitrage : Aleksei Kulbakov | Spectateurs : 28 500 Arbitrage : Aleksei Kulbakov |

| 5 septembre 2016 | Serbie                        | 2 – 2   | République d'Irlande     | Stade de l'Étoile rouge, Belgrade             |                                               |
| 20h45            | Kostić 62e · Tadić 69e (pen.) | (0 – 1) | 3e Hendrick · 81e Murphy | Spectateurs : 7 896 Arbitrage : Viktor Kassai | Spectateurs : 7 896 Arbitrage : Viktor Kassai |
| 20h45            | Rapport (FIFA) Rapport (UEFA) |         |                          | Spectateurs : 7 896 Arbitrage : Viktor Kassai | Spectateurs : 7 896 Arbitrage : Viktor Kassai |

| 5 septembre 2016 | Pays de Galles                         | 4 – 0   | Moldavie | Cardiff City Stadium, Cardiff                |                                              |
| 20h45            | Vokes 38e · Allen 44e · Bale 51e 90+5e | (2 – 0) |          | Spectateurs : 31 731 Arbitrage : Liran Liany | Spectateurs : 31 731 Arbitrage : Liran Liany |
| 20h45            | Rapport (FIFA) Rapport (UEFA)          |         |          | Spectateurs : 31 731 Arbitrage : Liran Liany | Spectateurs : 31 731 Arbitrage : Liran Liany |

| 2e journée           | Autriche                      | 2 – 2   | Pays de Galles                 | Stade Ernst-Happel, Vienne                    |                                               |
| 6 octobre 2016 20h45 | Arnautović 28e 48e            | (1 – 2) | 22e Allen · 45+1e (csc) Wimmer | Spectateurs : 44 200 Arbitrage : Cüneyt Çakır | Spectateurs : 44 200 Arbitrage : Cüneyt Çakır |
| 6 octobre 2016 20h45 | Rapport (FIFA) Rapport (UEFA) |         |                                | Spectateurs : 44 200 Arbitrage : Cüneyt Çakır | Spectateurs : 44 200 Arbitrage : Cüneyt Çakır |

| 6 octobre 2016 | Moldavie                      | 0 – 3   | Serbie                                | Stade Zimbru, Chișinău                           |                                                  |
| 20h45          |                               | (0 – 1) | 19e Kostić · 37e Ivanović · 60e Tadić | Spectateurs : 8 500 Arbitrage : Aleksei Kulbakov | Spectateurs : 8 500 Arbitrage : Aleksei Kulbakov |
| 20h45          | Rapport (FIFA) Rapport (UEFA) |         |                                       | Spectateurs : 8 500 Arbitrage : Aleksei Kulbakov | Spectateurs : 8 500 Arbitrage : Aleksei Kulbakov |

| 6 octobre 2016 | République d'Irlande          | 1 – 0   | Géorgie | Aviva Stadium, Dublin                         |                                               |
| 20h45          | Coleman 56e                   | (0 – 0) |         | Spectateurs : 39 793 Arbitrage : Tony Chapron | Spectateurs : 39 793 Arbitrage : Tony Chapron |
| 20h45          | Rapport (FIFA) Rapport (UEFA) |         |         | Spectateurs : 39 793 Arbitrage : Tony Chapron | Spectateurs : 39 793 Arbitrage : Tony Chapron |

| 3e journée           | Pays de Galles                | 1 – 1   | Géorgie         | Cardiff City Stadium, Cardiff                    |                                                  |
| 9 octobre 2016 18h00 | Bale 10e                      | (1 – 0) | 57e Okriashvili | Spectateurs : 32 652 Arbitrage : Paolo Mazzoleni | Spectateurs : 32 652 Arbitrage : Paolo Mazzoleni |
| 9 octobre 2016 18h00 | Rapport (FIFA) Rapport (UEFA) |         |                 | Spectateurs : 32 652 Arbitrage : Paolo Mazzoleni | Spectateurs : 32 652 Arbitrage : Paolo Mazzoleni |

| 9 octobre 2016 | Moldavie                      | 1 – 3   | République d'Irlande      | Stade Zimbru, Chișinău                       |                                              |
| 20h45          | Bugaiov 45+1e                 | (1 – 1) | 2e Long · 69e 76e McClean | Spectateurs : 6 089 Arbitrage : Jakob Kehlet | Spectateurs : 6 089 Arbitrage : Jakob Kehlet |
| 20h45          | Rapport (FIFA) Rapport (UEFA) |         |                           | Spectateurs : 6 089 Arbitrage : Jakob Kehlet | Spectateurs : 6 089 Arbitrage : Jakob Kehlet |

| 9 octobre 2016 | Serbie                        | 3 – 2   | Autriche                 | Stade de l'Étoile rouge, Belgrade               |                                                 |
| 20h45          | Mitrović 6e 23e · Tadić 74e   | (2 – 1) | 15e Sabitzer · 62e Janko | Spectateurs : 14 200 Arbitrage : Jonas Eriksson | Spectateurs : 14 200 Arbitrage : Jonas Eriksson |
| 20h45          | Rapport (FIFA) Rapport (UEFA) |         |                          | Spectateurs : 14 200 Arbitrage : Jonas Eriksson | Spectateurs : 14 200 Arbitrage : Jonas Eriksson |

| 4e journée             | Autriche                      | 0 – 1   | République d'Irlande | Stade Ernst-Happel, Vienne                      |                                                 |
| 12 novembre 2016 18h00 |                               | (0 – 0) | 48e McClean          | Spectateurs : 48 500 Arbitrage : Sergei Karasev | Spectateurs : 48 500 Arbitrage : Sergei Karasev |
| 12 novembre 2016 18h00 | Rapport (FIFA) Rapport (UEFA) |         |                      | Spectateurs : 48 500 Arbitrage : Sergei Karasev | Spectateurs : 48 500 Arbitrage : Sergei Karasev |

| 12 novembre 2016 | Géorgie                       | 1 – 1   | Moldavie   | Stade Boris-Paichadze, Tbilissi                 |                                                 |
| 18h00            | Kazaishvili 16e               | (1 – 0) | 78e Gațcan | Spectateurs : 40 642 Arbitrage : Georgi Kabakov | Spectateurs : 40 642 Arbitrage : Georgi Kabakov |
| 18h00            | Rapport (FIFA) Rapport (UEFA) |         |            | Spectateurs : 40 642 Arbitrage : Georgi Kabakov | Spectateurs : 40 642 Arbitrage : Georgi Kabakov |

| 12 novembre 2016 | Pays de Galles                | 1 – 1   | Serbie       | Cardiff City Stadium, Cardiff                             |                                                           |
| 20h45            | Bale 30e                      | (1 – 0) | 86e Mitrović | Spectateurs : 32 879 Arbitrage : Alberto Undiano Mallenco | Spectateurs : 32 879 Arbitrage : Alberto Undiano Mallenco |
| 20h45            | Rapport (FIFA) Rapport (UEFA) |         |              | Spectateurs : 32 879 Arbitrage : Alberto Undiano Mallenco | Spectateurs : 32 879 Arbitrage : Alberto Undiano Mallenco |

| 5e journée         | Géorgie                       | 1 – 3   | Serbie                                          | Stade Boris-Paichadze, Tbilissi               |                                               |
| 24 mars 2017 18h00 | Kacharava 6e                  | (1 – 1) | 45e (pen.) Tadić · 64e Mitrović · 86e Gaćinović | Spectateurs : 31 328 Arbitrage : Felix Zwayer | Spectateurs : 31 328 Arbitrage : Felix Zwayer |
| 24 mars 2017 18h00 | Rapport (FIFA) Rapport (UEFA) |         |                                                 | Spectateurs : 31 328 Arbitrage : Felix Zwayer | Spectateurs : 31 328 Arbitrage : Felix Zwayer |

| 24 mars 2017 | Autriche                      | 2 – 0   | Moldavie | Stade Ernst-Happel, Vienne                  |                                             |
| 20h45        | Sabitzer 75e · Harnik 90e     | (0 – 0) |          | Spectateurs : 21 000 Arbitrage : István Vad | Spectateurs : 21 000 Arbitrage : István Vad |
| 20h45        | Rapport (FIFA) Rapport (UEFA) |         |          | Spectateurs : 21 000 Arbitrage : István Vad | Spectateurs : 21 000 Arbitrage : István Vad |

| 24 mars 2017 | République d'Irlande          | 0 – 0   | Pays de Galles | Aviva Stadium, Dublin                           |                                                 |
| 20h45        |                               | (0 – 0) |                | Spectateurs : 49 989 Arbitrage : Nicola Rizzoli | Spectateurs : 49 989 Arbitrage : Nicola Rizzoli |
| 20h45        | Rapport (FIFA) Rapport (UEFA) |         |                | Spectateurs : 49 989 Arbitrage : Nicola Rizzoli | Spectateurs : 49 989 Arbitrage : Nicola Rizzoli |

| 6e journée         | Moldavie                      | 2 – 2   | Géorgie                            | Stade Zimbru, Chișinău                         |                                                |
| 11 juin 2017 18h00 | Gînsari 15e · Dedov 36e       | (2 – 0) | 66e Merebashvili · 70e Kazaishvili | Spectateurs : 4 803 Arbitrage : Andreas Ekberg | Spectateurs : 4 803 Arbitrage : Andreas Ekberg |
| 11 juin 2017 18h00 | Rapport (FIFA) Rapport (UEFA) |         |                                    | Spectateurs : 4 803 Arbitrage : Andreas Ekberg | Spectateurs : 4 803 Arbitrage : Andreas Ekberg |

| 11 juin 2017 | République d'Irlande          | 1 – 1   | Autriche        | Aviva Stadium, Dublin                                     |                                                           |
| 18h00        | Walters 85e                   | (0 – 1) | 31e Hinteregger | Spectateurs : 50 000 Arbitrage : David Fernández Borbalán | Spectateurs : 50 000 Arbitrage : David Fernández Borbalán |
| 18h00        | Rapport (FIFA) Rapport (UEFA) |         |                 | Spectateurs : 50 000 Arbitrage : David Fernández Borbalán | Spectateurs : 50 000 Arbitrage : David Fernández Borbalán |

| 11 juin 2017 | Serbie                        | 1 – 1   | Pays de Galles    | Stade de l'Étoile rouge, Belgrade            |                                              |
| 20h45        | Mitrović 74e                  | (0 – 1) | 35e (pen.) Ramsey | Spectateurs : 46 673 Arbitrage : Jorge Sousa | Spectateurs : 46 673 Arbitrage : Jorge Sousa |
| 20h45        | Rapport (FIFA) Rapport (UEFA) |         |                   | Spectateurs : 46 673 Arbitrage : Jorge Sousa | Spectateurs : 46 673 Arbitrage : Jorge Sousa |

| 7e journée             | Géorgie                       | 1 – 1   | République d'Irlande | Stade Boris-Paichadze, Tbilissi                |                                                |
| 2 septembre 2017 18h00 | Kazaishvili 34e               | (1 – 1) | 4e Duffy             | Spectateurs : 16 669 Arbitrage : Ivan Kružliak | Spectateurs : 16 669 Arbitrage : Ivan Kružliak |
| 2 septembre 2017 18h00 | Rapport (FIFA) Rapport (UEFA) |         |                      | Spectateurs : 16 669 Arbitrage : Ivan Kružliak | Spectateurs : 16 669 Arbitrage : Ivan Kružliak |

| 2 septembre 2017 | Serbie                                     | 3 – 0   | Moldavie | Stade du Partizan, Belgrade                  |                                              |
| 18h00            | Gaćinović 20e · Kolarov 30e · Mitrović 81e | (2 – 0) |          | Spectateurs : 9 974 Arbitrage : Tamás Bognár | Spectateurs : 9 974 Arbitrage : Tamás Bognár |
| 18h00            | Rapport (FIFA) Rapport (UEFA)              |         |          | Spectateurs : 9 974 Arbitrage : Tamás Bognár | Spectateurs : 9 974 Arbitrage : Tamás Bognár |

| 2 septembre 2017 | Pays de Galles                | 1 – 0   | Autriche | Cardiff City Stadium, Cardiff                   |                                                 |
| 20h45            | Woodburn 74e                  | (0 – 0) |          | Spectateurs : 32 633 Arbitrage : Ovidiu Hațegan | Spectateurs : 32 633 Arbitrage : Ovidiu Hațegan |
| 20h45            | Rapport (FIFA) Rapport (UEFA) |         |          | Spectateurs : 32 633 Arbitrage : Ovidiu Hațegan | Spectateurs : 32 633 Arbitrage : Ovidiu Hațegan |

| 8e journée             | Autriche                      | 1 – 1   | Géorgie   | Stade Ernst-Happel, Vienne                      |                                                 |
| 5 septembre 2017 20h45 | Schaub 43e                    | (1 – 1) | 8e Gvilia | Spectateurs : 13 400 Arbitrage : Orel Grinfeeld | Spectateurs : 13 400 Arbitrage : Orel Grinfeeld |
| 5 septembre 2017 20h45 | Rapport (FIFA) Rapport (UEFA) |         |           | Spectateurs : 13 400 Arbitrage : Orel Grinfeeld | Spectateurs : 13 400 Arbitrage : Orel Grinfeeld |

| 5 septembre 2017 | Moldavie                      | 0 – 2   | Pays de Galles                 | Stade Zimbru, Chișinău                            |                                                   |
| 20h45            |                               | (0 – 0) | 80e Robson-Kanu · 90+3e Ramsey | Spectateurs : 10 272 Arbitrage : Paweł Raczkowski | Spectateurs : 10 272 Arbitrage : Paweł Raczkowski |
| 20h45            | Rapport (FIFA) Rapport (UEFA) |         |                                | Spectateurs : 10 272 Arbitrage : Paweł Raczkowski | Spectateurs : 10 272 Arbitrage : Paweł Raczkowski |

| 5 septembre 2017 | République d'Irlande          | 0 – 1   | Serbie      | Aviva Stadium, Dublin                         |                                               |
| 20h45            |                               | (0 – 0) | 55e Kolarov | Spectateurs : 50 153 Arbitrage : Cüneyt Çakır | Spectateurs : 50 153 Arbitrage : Cüneyt Çakır |
| 20h45            | Rapport (FIFA) Rapport (UEFA) |         |             | Spectateurs : 50 153 Arbitrage : Cüneyt Çakır | Spectateurs : 50 153 Arbitrage : Cüneyt Çakır |

| 9e journée           | Géorgie                       | 0 – 1   | Pays de Galles | Stade Boris-Paichadze, Tbilisi |                               |
| 6 octobre 2017 18h00 |                               | (0 – 0) | 49e Lawrence   | Arbitrage : Jesús Gil Manzano  | Arbitrage : Jesús Gil Manzano |
| 6 octobre 2017 18h00 | Rapport (FIFA) Rapport (UEFA) |         |                | Arbitrage : Jesús Gil Manzano  | Arbitrage : Jesús Gil Manzano |

| 6 octobre 2017 | Autriche                                      | 3 – 2   | Serbie                      | Stade Ernst-Happel, Vienne |                            |
| 20h45          | Burgstaller 25e · Arnautović 76e · Schaub 89e | (1 – 1) | 11e Milivojević · 83e Matić | Arbitrage : Pavel Královec | Arbitrage : Pavel Královec |
| 20h45          | Rapport (FIFA) Rapport (UEFA)                 |         |                             | Arbitrage : Pavel Královec | Arbitrage : Pavel Královec |

| 6 octobre 2017 | République d'Irlande          | 2 – 0   | Moldavie | Aviva Stadium, Dublin   |                         |
| 20h45          | Murphy 2e 19e                 | (2 – 0) |          | Arbitrage : Bas Nijhuis | Arbitrage : Bas Nijhuis |
| 20h45          | Rapport (FIFA) Rapport (UEFA) |         |          | Arbitrage : Bas Nijhuis | Arbitrage : Bas Nijhuis |

| 10e journée          | Moldavie                      | 0 – 1   | Autriche   | Stade Zimbru, Chișinău     |                            |
| 9 octobre 2017 20h45 |                               | (0 – 0) | 69e Schaub | Arbitrage : Bart Vertenten | Arbitrage : Bart Vertenten |
| 9 octobre 2017 20h45 | Rapport (FIFA) Rapport (UEFA) |         |            | Arbitrage : Bart Vertenten | Arbitrage : Bart Vertenten |

| 9 octobre 2017 | Serbie                        | 1 – 0   | Géorgie | Stade de l'Étoile rouge, Belgrade          |                                            |
| 20h45          | Prijović 74e                  | (0 – 0) |         | Spectateurs : 43 000 Arbitrage : Paweł Gil | Spectateurs : 43 000 Arbitrage : Paweł Gil |
| 20h45          | Rapport (FIFA) Rapport (UEFA) |         |         | Spectateurs : 43 000 Arbitrage : Paweł Gil | Spectateurs : 43 000 Arbitrage : Paweł Gil |

| 9 octobre 2017 | Pays de Galles                | 0 - 1   | République d'Irlande | Cardiff City Stadium, Cardiff |                           |
| 20h45          |                               | (0 – 0) | 57e McClean          | Arbitrage : Damir Skomina     | Arbitrage : Damir Skomina |
| 20h45          | Rapport (FIFA) Rapport (UEFA) |         |                      | Arbitrage : Damir Skomina     | Arbitrage : Damir Skomina |

## Buteurs
| Position | Joueur              | Pays                 | Buts |
| -------- | ------------------- | -------------------- | ---- |
| 1        | Aleksandar Mitrović | Serbie               | 6    |
| 2        | James McClean       | République d'Irlande | 4    |
| -        | Gareth Bale         | Pays de Galles       | 4    |
| -        | Dušan Tadić         | Serbie               | 4    |
| 5        | Marko Arnautović    | Autriche             | 3    |
| -        | Louis Schaub        | Autriche             | 3    |
| -        | Daryl Murphy        | République d'Irlande | 3    |
| -        | Valeri Kazaishvili  | Géorgie              | 3    |
| 9        | Martin Hinteregger  | Autriche             | 2    |
| -        | Marc Janko          | Autriche             | 2    |
| -        | Marcel Sabitzer     | Autriche             | 2    |
| -        | Joe Allen           | Pays de Galles       | 2    |
| -        | Aaron Ramsey        | Pays de Galles       | 2    |
| -        | Mijat Gaćinović     | Serbie               | 2    |
| -        | Aleksandar Kolarov  | Serbie               | 2    |
| -        | Filip Kostić        | Serbie               | 2    |
| 17       | Guido Burgstaller   | Autriche             | 1    |
| -        | Martin Harnik       | Autriche             | 1    |
| -        | Jano Ananidze       | Géorgie              | 1    |
| -        | Valerian Gvilia     | Géorgie              | 1    |
| -        | Giorgi Merebashvili | Géorgie              | 1    |
| -        | Nika Kacharava      | Géorgie              | 1    |
| -        | Tornike Okriashvili | Géorgie              | 1    |
| -        | Séamus Coleman      | République d'Irlande | 1    |
| -        | Shane Duffy         | République d'Irlande | 1    |
| -        | Jonathan Walters    | République d'Irlande | 1    |
| -        | Jeff Hendrick       | République d'Irlande | 1    |
| -        | Shane Long          | République d'Irlande | 1    |
| -        | Igor Bugaiov        | Moldavie             | 1    |
| -        | Alexandru Gațcan    | Moldavie             | 1    |
| -        | Radu Ginsari        | Moldavie             | 1    |
| -        | Alexandru Dedov     | Moldavie             | 1    |
| -        | Tom Lawrence        | Pays de Galles       | 1    |
| -        | Hal Robson-Kanu     | Pays de Galles       | 1    |
| -        | Sam Vokes           | Pays de Galles       | 1    |
| -        | Branislav Ivanović  | Serbie               | 1    |
| -        | Nemanja Matic       | Serbie               | 1    |
| -        | Luka Milivojević    | Serbie               | 1    |
| -        | Aleksandar Prijovic | Serbie               | 1    |

| Position | Joueur       | Pays     | CSC |
| -------- | ------------ | -------- | --- |
| 1        | Kevin Wimmer | Autriche | 1   |